# Mariana (Hiszpania)
Mariana – gmina w Hiszpanii, w prowincji Cuenca, w Kastylii-La Mancha, o powierzchni 39,96 km². W 2011 roku gmina liczyła 279 mieszkańców.